# Renaud III de Château-Gontier
 (septembre 2013).
Si vous disposez d'ouvrages ou d'articles de référence ou si vous connaissez des sites web de qualité traitant du thème abordé ici, merci de compléter l'article en donnant les références utiles à sa vérifiabilité et en les liant à la section « Notes et références ».
Renaud III de Château-Gontier, seigneur de Château-Gontier en Anjou. 

## Biographie

### Château-Gontier
Renaud III est encore dit Infantulus en 1080, et Junior peu après cette date, parce que, sans doute, on lui avait donné ces surnoms quand il succéda à son père. Il est dit encore le Bouc dans une charte de Saint-Vincent, de 1080 à 1096, où son fils est témoin. La première charte qui le mentionne, antérieure à 1078, est celle de Foulque Réchin qui lui défend de prendre dans le bourg de Ménil des coutumes appartenant aux religieux de la Trinité de Vendôme. Lui-même abandonne au Ronceray la coutume de toutes les maisons que le couvent possède à Château-Gontier. Dans le même temps, il est témoin avec Robert le Bourguignon, son beau-père, de la délimitation de la paroisse du Ronceray par le comte d'Anjou en présence de l'évêque Eusèbe. Il avait un fief à Cré où l'abbé Achard de Saint-Serge établit un moine (1083-1094), l'année que lui-même allait en France servir le roi Philippe Ier ; il était aussi, au moins en partie, seigneur de Segré, où il donna, du consentement et en présence d'Élisabeth, sa mère, à l'abbé de Saint-Nicolas, sous l'abbé Noël, un terrain destiné à la construction d'une église, ainsi que treize bordages et une terre entre l'église d'Azé et le pont de Château-Gontier. Il approuva aussi le don fait à la même abbaye par Raoul le Gras et donna lui-même à Saint-Aubin deux étangs qu'il avait formés à Château-Gontier près de son château.

### Sujet d'Anjou
On le voit toujours avec Foulque Réchin, par exemple : pour attester une donation au Mont-Saint-Michel du temps de l'abbé Roger (1084-1098), ou quand il oblige Eudes de Blaison à renoncer à sa vairie sur les terres de Saint-Nicolas, ou encore quand il juge un différend entre Saint-Aubin et un sellier au sujet du bourg de la Rive. Dans tous ces actes, ainsi que dans un litige pour la possession d'une maison sur le Pont-de-Maine à Angers et qui fut adjugée à Saint-Aubin après 1096, Renaud de Château-Gontier a presque toujours le premier rang ; de même aux assises du comte. Il prononce lui-même en sa cour de Château-Gontier, en faveur du Ronceray et contre Saint-Nicolas d'Angers, au sujet d'une ouche de terre devant l'église de Sainte-Gemme.

### Querelle avec Laval
En 1085, eut lieu entre les Castrogontériens et les Lavallois une querelle qui les mit aux mains, mais on a donné, selon l'abbé Angot, à cet événement une gravité exagérée. Le seul texte qui la mentionne est celui de la Chronique de Saint-Aubin. Il est en cinq mots : LXXXV. — Prælium inter Castrogunterianos et Lavallenses, ce qui s'interprète mieux d'une bataille ou bagarre que d'une guerre, qui aurait eu lieu entre les habitants des deux baronnies. Quant à ce qu'ajoute Charles Maucourt de Bourjolly que Salomon de Sablé et Amaury de Craon se seraient interposés pour la paix, « après quelques pertes de part et d'autre », il faut le laisser à sa charge, comme beaucoup d'autres inexactitudes, d'autant plus qu'il n'y avait alors ni de Maurice de Craon ni d'Amaury de Craon. Quoi qu'il en soit, guerre ou simple combat sans intervention probablement des barons, eurent lieu du temps de Renaud III de Château-Gontier.

### UrbainII
De son temps encore (1096), Urbain II vint à Sablé inviter le vieux Robert le Bourguignon à prendre part à la croisade qu'il prêchait. Il fut écouté. Renaud, gendre de Robert, ne pouvait qu'imiter l'exemple de son beau-père. Il le fit, mais comme lui aussi se décida à retarder d'un an ou deux son départ. Il s'y prépara en donnant à Saint-Nicolas d'Angers une portion de l'église d'Azé (23 février), à Saint-Maurice ses près de Longue-Ile. Il emprunta aussi six sols sur ses pêcheries à Gautier de Montsoreau. Le Cartulaire noir du Chapitre nous apprend qu'il « mourut glorieusement au service de Dieu ». La nouvelle de son décès resta probablement longtemps ignorée. On le fait mourir en 1101. Son fils fait certainement acte de gouvernement personnel en 1102.
Il avait pour ami et sénéchal Yves de Gratecuisse.

### Famille
Renaud III avait épousé Burgonde, fille de Robert le Bourguignon, avant 1080, car leur fils Alard était majeur à la mort de son père (1101), et probablement dès 1095 et 1096, époque où, du vivant même de ce dernier, il accordait après contestation à l'abbaye de Saint-Nicolas le droit de former un bourg près de l'église de Gennes, et confirmait des actes paternels. 
Elle donna à son mari un fils et une fille :
1. Alard II, successeur de Renaud III ;
2. Laurence, que l'auteur de la Maison de Craon dit par erreur fille d'Alard, est avec celui-ci, son frère, citée avant 1098 dans une charte du Ronceray pour l'approbation par son père du don d'une maison à Château-Gontier fait à l'abbaye par Anselme et Élisabeth, sa femme. Le Père Anselme dit qu'elle épousa un Turpin, souche des Turpin de Crissé.

On trouve un Renaud de Château-Gontier moine de Marmoutier en 1123, où il remplissait les fonctions de secrétaire.

## Source
- Abbé Angot, Baronnie de Château-Gontier, 1915 .